# Соловьёв, Юрий Владимирович
Юрий Влади́мирович Соловьёв (10 августа 1940, Ленинград — 12 января 1977, Ленинградская область) — советский российский артист балета. Народный артист СССР (1973).

## Биография

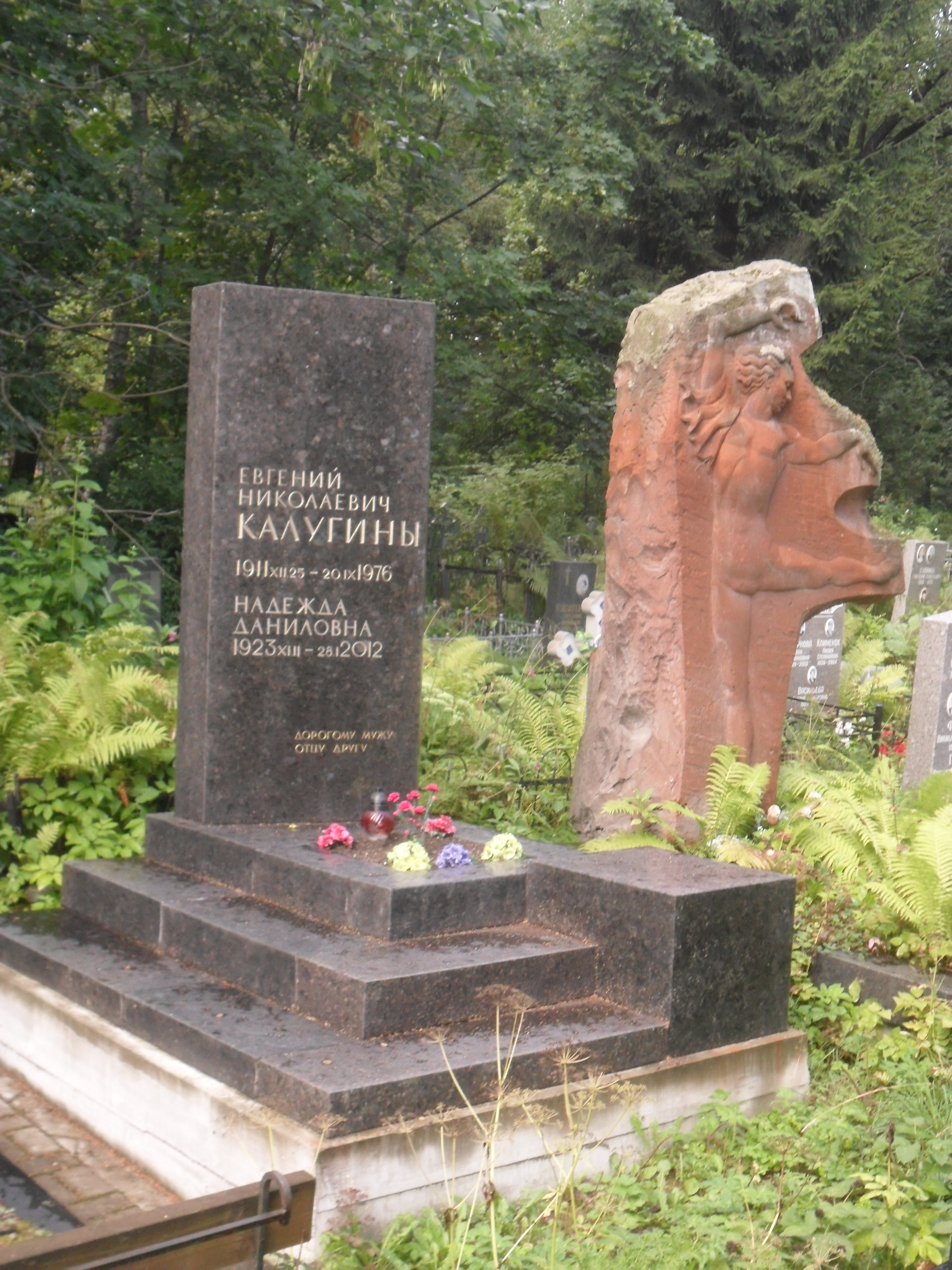
Могила Соловьёва на Серафимовском кладбище Санкт-Петербурга (справа).

Юрий Соловьёв родился 10 августа 1940 года в Ленинграде. В 1958 году окончил Ленинградское хореографическое училище им. А. Я. Вагановой (ныне Академия русского балета имени А. Я. Вагановой) (педагог Б. В. Шавров).
С 1958 года — в Ленинградском театре оперы и балета им. С. М. Кирова (ныне — Мариинский театр).
Классический танцовщик, премьер театра. Считался мастером дуэтного танца, обладал феноменальным прыжком.
Этапными в его творчестве стали партии Юноши («Ленинградская симфония» на музыку Д. Д. Шостаковича, 1961, балетмейстер И. Д. Бельский) и Бога («Сотворение мира» А. П. Петрова, 1971, балетмейстеры Н. Д. Касаткина и В. Ю. Василёв; обе — первый исполнитель). Также исполнял партии Голубой птицы («Спящая красавица» П. И. Чайковского), Принца («Золушка» С. С. Прокофьева) и многие другие.
Входил в художественный совет театра.
12 января 1977 года уехал к себе на дачу под Ленинградом и застрелился из охотничьего ружья. Предсмертной записки артист не оставил.
Похоронен в Санкт-Петербурге на Серафимовском кладбище (1-й вязовый участок). На памятнике танцор изображен в роли Гения вод из спектакля «Конёк-Горбунок» Р. Щедрина.

### Семья
Жена — Татьяна Легат (из семьи Легатов) (1934—2022), балерина. Заслуженная артистка РСФСР (1960). У них родилась дочь.

## Награды и звания
- Заслуженный артист РСФСР (1964)
- Народный артист РСФСР (1967)[5]
- Народный артист СССР (1973)
- 1-я премия Международного Фестиваля молодёжи и студентов (Вена, 1959)
- Премия В. Ф. Нижинского Парижской академии танца (1963)
- Премия «Золотая звезда» Международного фестиваля танца в Париже (1965).

## Партии
- 1961 — «Ленинградская симфония» на музыку Д. Д. Шостаковича — Юноша (первый исполнитель)
- 1963 — «Далёкая планета» Б. С. Майзеля — Человек (первый исполнитель)
- 1965 — «Жемчужина» Н. С. Симонян — Кино (первый исполнитель)
- 1967 — «Испанские миниатюры» на народную музыку — Айтор (первый исполнитель)
- 1967 — «Страна чудес» И. И. Шварца — Ясный Сокол (первый исполнитель)
- 1968 — «Орестея» (хореографическая трагедия) Ю. А. Фалика — Эгист (первый исполнитель)
- 1969 — «Двое», хореографическая композиция на музыку А. Д. Меликова по мотивам стихотворения Р. И. Рождественского — Он (Она — И. А. Колпакова)
- 1971 — «Сотворение мира» А. П. Петрова — Бог (первый исполнитель)
- 1971 — «Берег надежды» А. П. Петрова — Рыбак
- 1974 — «Икар» С. М. Слонимского — Икар (первый исполнитель)
- «Лебединое озеро» П. И. Чайковского — Зигфрид
- «Спящая красавица» П. И. Чайковского — Дезире, Голубая птица
- «Щелкунчик» П. И. Чайковского — Щелкунчик-принц
- «Жизель» А. Адана — граф Альберт
- «Баядерка» Л. Минкуса — Солор
- «Раймонда» А. К. Глазунова — Жан де Бриен, Трубадур
- «Легенда о любви» А. Д. Меликова — Ферхад
- «Шопениана» на музыку Ф. Шопена — Юноша
- «Конёк-Горбунок» Р. К. Щедрина —Гений вод
- «Золушка» С. С. Прокофьева — Принц
- «Каменный цветок» С. С. Прокофьева — Данила
- «Лауренсия» А. А. Крейна — Фрондосо, двойка юношей
- «Карнавал» на музыку Р. Шумана — Арлекин
- «Хореографические миниатюры» (миниатюра «Конькобежцы» на музыку Б. П. Кравченко)

## Фильмография
- 1964 — Спящая красавица — Дезире
- 1966 — Симфония фонтанов (фильм-концерт)
- 1976 — Фестиваль цветов (фильм-концерт)
- 1976 — Константин Сергеев. Страницы хореографии

## Память
- В 1996 году был снят документальный фильм о танцовщике под названием «Юрий Соловьёв. Устал я жить в родном краю…».
- 29 октября 2010 года в Санкт-Петербурге, на доме № 64 по набережной реки Фонтанки, где артист проживал в период с 1944 по 1960 годы, состоялось торжественное открытие мемориальной доски.